# شيرمان بوث
شيرمان بوث (بالإنجليزية: Sherman Booth)‏ هو سياسي أمريكي، ولد في 25 سبتمبر 1812، وتوفي في 10 أغسطس 1904. حزبياً، نشط في الحزب الجمهوري.